# Ludmilla Assing
Ludmilla Assing (Hamburg, 1827. február 22. – 1880. március 25.) német írónő.

## Élete
David Assur Assing és Rosa Maria Assing (szül. Varnhagen) gyermekeként született. Egy ideig Grimelli olasz katonatiszt neje volt, akitől elvált. Apja halála (1842) után nagybátyjának, Varnhagen von Ensének házában élt Berlinben, ahol az irodalom és tudomány legkitűnőbb képviselőivel megismerkedett. Első művei négy életrajz: Gräfin Elise von Ahlefeldt (1857), Sophie v. Laroche (1859), Piero Cironi (1867) és Fürst Hermann von Pückler-Muskau (1868, 2 kötet). 
Nagybátyja halála után kiadta annak írói hagyatékát: Briefe Alex. von Humboldts an Varnhagen von Ense (1860), Varnhagens Tagebücher (1861–71, 14 kötet), Briefwechsel zwischen Varnhagen und Ölsner (1865) és Aus Rahels (Varnhagen neje) Herzensleben (1877), mely kiadványok számos egyéniséget, köztük a porosz királyt is becsületükben sértették, amiért a kritika igen élesen fordult a kiadó közléseinek kíméletlensége ellen, az ügyészség pedig két ízben is perbe fogta és elítéltette őt. De Assing ekkor (1861) már Firenzében élt, ahonnan csak 1866-ban tért vissza, amikor már kegyelmet kapott. 
Ezenfelül még kiadta Pückler herceg levelezéseit és naplóit (1873-76, 9 kötet), lefordította Mazzini iratait (1868, 2 kötet) és Cironi könyvét az olasz sajtóról (1863). Elmebetegen halt meg.